# Conservatori Reial de l'Haia
El Conservatori Reial (anomenat Escola Reial de Música abans de 1900 i posteriorment Conservatori Reial de Música) és el conservatori de l'Haia. L'edifici està situat a Amare (Spuiplein The Hague), a prop de l'estació central.
La història d'aquest institut de formació per a la pràctica i la ciència de la música i la dansa, que forma part de la Universitat de les Arts de l'Haia des de 1990, es remunta al 1826.

## Història
La "Royal Music School" va ser fundada pel rei Guillem I l'any 1826 amb Johann Lübeck com a director, que va romandre en aquest càrrec durant gairebé quaranta anys. La primera ubicació va ser el "Koorenhuis" al "Prinsegracht". El 1855 es va instal·lar aquí un orgue de tubs, que va ser fabricat el 1841 per Jonathan Bätz de l'empresa de construcció d'orgues Bätz & Co d'Utrecht. Aquest havia servit a la sala gòtica del palau Kneuterdijk de l'Haia.
Quan el conservatori es va traslladar al proper "Korte Beestenmarkt", s'hi va construir una nova sala de concerts, on es va instal·lar l'orgue Bätz el 1883. El 1949 l'orgue va ser traslladat al "Willemskerk" i el 1990 es va tornar a col·locar a la sala gòtica.
El 1980, un nou edifici de l'arquitecte Leon Waterman es va completar a Juliana van Stolberglaan n.º 1 al barri "Bezuidenhout".
El 1990, el Reial Conservatori i la Reial Acadèmia de les Arts es van fusionar per formar la Universitat d'Arts Visuals, Música i Dansa, que és la Universitat de les Arts de l'Haia des del 2010. Fora dels Països Baixos, s'utilitza el nom de Universitat de les Arts de l'Haia. Sota el paraigua, el conservatori i l'acadèmia van romandre en gran part independents. Henk van der Meulen va ser director del "Royal Conservatoire" des de l'1 d'octubre de 2008, i el va succeir Lies Colman l'1 de febrer de 2023.

## Amare
A mitjans de 2021, el Conservatori Reial es va traslladar a un nou edifici, "Amare aan het Spui". El municipi va decidir fer-ho l'any 2009, en part perquè això "oferia l'oportunitat de tornar el Conservatori Reial al centre de la ciutat". La "Residentie Orchestra" i el "Nederlands Dans Theatre" també es troben al mateix edifici. L'antic edifici serà enderrocat i donarà pas a una nova seu de l'ANWB, a la qual es traslladarà el 2024.

## Departaments
El conservatori té diversos departaments, entre ells:
- Música clàssica i direcció,
- Jazz,
- Música antiga,
- Vocals,
- Institut de Sonologia,
- Art of Sound,
- ArtScience,
- Composició,
- Educació musical,
- Teoria musical,
- Acadèmia Nacional d'Òpera Holandesa,
- Reial Conservatori de Dansa,
- Escola de Joves Talents,

## Directors del Reial Conservatori
- 1827-1865: Johann Lübeck
- 1865-1896: Willem Nicolai
- 1896-1919: Henri Viotta
- 1919-1937: Johan Wagenaar
- 1937-1941: Sem Dresden
- 1941-1942: Coenraad Lodewijk Walther Boer
- 1942-1945: Henk Badings
- 1945-1949: Sem Dresden
- 1949-1957: Hendrik Andriessen
- 1957-1970: Kees van Baaren
- 1970-1985: Jan van Vlijmen
- 1985-2006: Frans de Ruiter
- 2006-2008: Wim Vos
- 2008-2023: Henk van der Meulen
- 2023-avui: Lies Colman

## Professors (antics) coneguts
- 1827-1865: Johann Lübeck
- 1865-1896: Willem Nicolai
- 1896-1919: Henri Viotta
- 1919-1937: Johan Wagenaar
- 1937-1941: Sem Dresden
- 1941-1942: Coenraad Lodewijk Walther Boer
- 1942-1945: Henk Badings
- 1945-1949: Sem Dresden
- 1949-1957: Hendrik Andriessen
- 1957-1970: Kees van Baaren
- 1970-1985: Jan van Vlijmen
- 1985-2006: Frans de Ruiter
- 2006-2008: Wim Vos
- 2008-2023: Henk van der Meulen
- 2023-heden: Lies Colman

| - Louis Andriessen - Willem Andriessen - Dina Appeldoorn - Bob van Asperen - Kees van Baaren - Oskar Back - Clarence Barlow - Richard Barrett - Gilius van Bergeijk - Gérard van Blerk - Konrad Boehmer - Hayo Boerema - Bert Boeren - Jan Boerman - Evan Bogerd - Frans Brüggen - Theo Bruins - Anner Bijlsma - Janine Dacosta - Hugo van Dalen - Jean Decroos - Adriaan Engels - Enrico Gatti - Hein van de Geyn - John Harding - Gerard Hengeveld - Werner Herbers - Jacques Holtman - Jarmo Hoogendijk | - Jan Kleinbussink - Jan Koetsier - Ton Koopman - Ruud Koumans - Yannis Kyriakides - Christiaan Johannes Lechleitner - Reinbert de Leeuw - Jaap ter Linden - Geoffrey Douglas Madge - Kenneth Montgomery - Jard van Nes - Carel Oberstadt - Theo Olof - Toos Onderdenwijngaard - Max Orobio de Castro - Léon Orthel - Martijn Padding - Dick Raaijmakers - Peter Schat - Jaap Stotijn - Louis Stotijn - Kees Tazelaar - Karel August Textor - Frans Vester - Eric Vloeimans - Albert Vogel jr. - Rian de Waal - Jaring Walta - Herman Woltman |